# Estland i olympiska sommarspelen 1996
Estland deltog i de olympiska sommarspelen 1996 med en trupp bestående av 43 deltagare, men ingen av landets deltagare erövrade någon medalj.

## Brottning
Lättvikt, grekisk-romersk stil
- Valeri Nikitin
  - Omgång 1: förlorade mot  Ender Memet  Rumänien efter fall 1.45
  - Omgång 2: besegrade Tarieli Melelashvili  Georgien efter fall
  - Omgång 3: besegrade Attila Repka  Ungern efter fall
  - Omgång 4: besegrade Yasushi Miyake  Japan efter domarbeslut 6:0
  - Omgång 5: förlorade mot Aleksandr Tretyakov  Ryssland efter domarbeslut
  - Match om 7:e plats: förlorade mot Liubal Colás Oris  Kuba efter domarbeslut (→  8 plats)

Supertungvikt, grekisk-romersk stil
- Helger Hallik
  - Omgång 1: besegrade Yogi Johl  Kanada efter domarbeslut 3:0
  - Omgång 2: förlorade mot Panagiotis Pikilidis  Grekland efter domarbeslut 0:3
  - Återkval omgång 1: förlorade mot Sergei Mureiko  Moldavien (→ gick inte vidare, 15 plats)

Lättvikt, fristil
- Küllo Kõiv
  - Omgång 1: besegrade  Félix Malal Diédhiou  Senegal efter fall
  - Omgång 2: förlorade mot Zaza Zazirov  Ukraina efter domarbeslut 0:5
  - Omgång 3: besegrade Elshad Allahverdiyev  Azerbajdzjan efter domarbeslut 5:1
  - Omgång 4: besegrade Ahmad Al-Osta  Syrien efter domarbeslut 4:1
  - Omgång 5: förlorade mot Yosmany Sánchez Larrudet  Kuba efter domarbeslut 0:6
  - Match om 7:e plats: besegrade Ahmad Al-Osta  Syrien efter domarbeslut 7:2 (→ 7 plats)

Tungvikt, fristil
- Arvi Aavik
  - Omgång 1: besegrade  Daniel Sanchez  Puerto Rico efter fall
  - Omgång 2: förlorade mot Konstantin Aleksandrov  Kirgizistan efter domarbeslut 0:1
  - Omgång 3: förlorade mot Wilfredo Morales Suárez  Kuba efter domarbeslut 1:3 (→ 12 plats )

## Bågskytte
Herrarnas individuella
- Raul Kivilo – 32-delsfinal, 42:a plats (0–1)

## Cykling

### Landsväg
Herrarnas linjelopp
- Jaan Kirsipuu – 4:56,54 (→ 24 plats)
- Lauri Aus – 4:56,55 (→ 36 plats)
- Andres Lauk – 4:56,56 (→ 49 plats)
- Raido Kodanipork – 4:57,02 (→ 96 plats)
- Lauri Resik – DNF

### Bana
Damernas sprint
- Erika Salumäe – (→ 6 plats)

### Mountainbike
Herrarnas terränglopp
- Alges Maasikmets – DNF

## Friidrott
Herrarnas maraton
- Pavel Loskutov — 2:23,14 (→ 58:e plats)

Herrarnas höjdhopp
- Marko Turban – 2,24 (→ gick inte vidare)

Herrarnas stavhopp
- Valeri Bukrejev – 0 (→ ingen notering)

Herrarnas diskuskastning
- Aleksander Tammert – Kval — 59,04m (→ gick inte vidare)

Herrarnas spjutkastning
- Donald Sild – 72,54 (→ gick inte vidare)

Herrarnas släggkastning
- Jüri Tamm – Kval — 73,16m (→ gick inte vidare)

Herrarnas tiokamp
- Erki Nool – Final Result — 8543 poäng (→ 6:e plats)
- Andrei Nazarov – Slutligt resultat — fullföljde inte (→ ingen notering)
- Indrek Kaseorg – Slutligt resultat — fullföljde inte (→ ingen notering)

Damernas maraton
- Jane Salumäe — did not finish (→ ingen notering)

Damernas längdhopp
- Virge Naeris – Kval — 6,26m (→ gick inte vidare)

Damernas tresteg
- Virge Naeris – Kval — 14,00m (→ gick inte vidare)

Damernas diskuskastning
- Eha Rünne – Kval — 58,24m (→ gick inte vidare)

## Fäktning
Herrarnas värja
- Kaido Kaaberma (→ 7. place )
  - Omgång 1: besegrade Gang Zhao  Kina med 15–6
  - Omgång 2: besegrade Robert Leroux  Frankrike med 15–14
  - Kvartsfinal: förlorade mot Ivan Trevejo Pérez  Kuba med 14–15 (→ 7. plats )

- Andrus Kajak
  - Omgång 1: besegrade Krisztián Kulcsár  Ungern med 15–14
  - Omgång 2: förlorade mot  Sandro Cuomo  Italien med 14–15 (→ 15. plats )

- Meelis Loit
  - Inledande omgång: förlorade mot  César González Llorens  Spanien med 14–15 (→ 35. plats )

Herrarnas värja, lag
- Estlands Team : ( Andrus Kajak, Meelis Loit, Kaido Kaaberma) 
  - Kvartsfinal:  förlorade mot  Tyskland (Elmar Borrmann, Arnd Schmitt, Mariusz Strzałka) med 39–45
  - Match om 5-8 plats: besegrade  USA (Tamir Bloom, James Carpenter, Michael Marx ) med 45–44
  - Match om 5-6 plats: besegrade  Ungern (Géza Imre, Iván Kovács, Krisztián Kulcsár) med 45–39 (→ 5. plats )

Damernas värja
- Oksana Yermakova
- Maarika Võsu
- Heidi Rohi

Damernas värja, lag
- Estlands Team : (Oksana Jermakova, Maarika Võsu, Heidi Rohi) 
  - Kvartsfinal:  förlorade mot  Italien (Laura Chiesa, Elisa Uga, Margherita Zalaffi) med 38–45
  - Match om 5-8 plats: besegrade  USA (Elaine Cheris, Nhi Lan Le, Leslie Marx) med 45–38
  - Match om 5-6 plats: besegrade  Kuba (Tamara Esterí Almeida, Mirayda García, Milagros Palma González)  med 45–30 (→ 5. plats )

## Judo
Herrarnas tungvikt
- Indrek Pertelson
  - Första omgången: bye
  - Andra omgången: förlorade mot Rafał Kubacki  Polen genom uchi-mata

## Kanotsport
Sprint
Herrarnas K-1 500 m
- Hain Helde – Kvalheat 2: 7:a 1.47,31 ; Återkval, heat 1: 5:a 1.44,34 (→ gick inte vidare)

Herrarnas K-1 1000 m
- Hain Helde – Kvalheat 2: 7:a 3.59,13 ; Återkval, heat 1: 5:a 4.08,37 (→ gick inte vidare)

## Modern femkamp
Herrar
- Imre Tiidemann – (Skytte: 1144; fäktning: 820; simning: 1212; ridning: 950; löpning: 1288 ) Totalpoäng: 5414 poäng, (→ 7:e plats)

## Rodd
Herrarnas singelsculler
- Jüri Jaanson
  - Inledande heat 3: 5:a, 8.10,01
  - Återkvalsheat 4: 4:a, 8.15,25
  - Semifinal till C-final Heat 1: 3:a 7.28,89
  - C-final: 6:a, 8.33,53 (→ 18:e plats)

## Segling
Laser
- Peter Šaraškin – 11 lopp: ( 14; 27; 21; 29; (30); (33); 12; 14; 18; 21; 20 ) Slutlig poäng: 176 (→ 24:e plats)

Herrarnas 470
- Tõnu Tõniste och Toomas Tõniste – 11 lopp: ( 7; 16; 8; 3; 19; PMS; (30); 3; 6; 15; 19 ) Slutlig poäng: 96  (→ 10:e plats)

Damernas europajolle
- Krista Kruuv – 11 lopp: ( 22; 25; (26); 23; 23; 20; 23; (26); 17; 22; 22 ) Slutlig poäng: 197 (→ 24:e plats)